# Labyrinthus (film)
Pour l’article homonyme, voir Labyrinthus.
Pour plus de détails, voir Fiche technique et Distribution.
Labyrinthus est un film belgo-néerlandais réalisé par Douglas Boswell sorti en 2014.

## Synopsis
Aux Pays-Bas, dans une rue, un paquet tombe du sac à dos d'un cycliste pressé. Frikke, garçon de 14 ans le récupère. C'est un appareil photo et une clé USB. Il branche la clé USB sur son ordinateur et l'application démarre. Frikke constate que c'est un jeu vidéo non commercialisé. Pour y jouer, le joueur doit créer un avatar en prenant une photo avec l'appareil photo. Frikke y joue et remarque que d'autres enfants de son voisinage y jouent aussi, ou y ont joué. Un être vivant pris en photo avec l'appareil photo, tombe dans une sorte de coma et son avatar est prisonnier du jeu. Frikke rencontre une fille amnésique dans le jeu. Il accepte de l'aider pour la libérer du jeu. Frikke découvre que le jeu est dominé par un joueur vétéran surnommé Pek. Frikke devine que Pek pourrait être le créateur du jeu. Pour se libérer du jeu, il faut battre Pek. Frikke enquête pour identifier le créateur du jeu. Il rencontre Rudolf, informaticien surdoué, qui affronte lui aussi le créateur du jeu.

## Fiche technique
- Titre : Labyrinthus
- Réalisation : Douglas Boswell
- Scénario : Pierre De Clercq (nl)
- Sociétés de production : Savage film, Family Affair Films
- Musique : Pieter Van Dessel
- Photographie : Reinier van Brummelen
- Montage : Jan Hameeuw
- Costumes : Monica Petit
- Pays d'origine :  Pays-Bas et  Belgique
- Langue de tournage : Néerlandais
- Format : couleurs
- Genres : Aventure
- Durée : 99 minutes
- Date de sortie[1] :
  - Belgique : 2 juillet 2014

## Distribution
- Tine Embrechts : Tilde
- Ivan Pecnik : Eddy
- Nell Cattrysse : Dorien
- Mia Van Roy : La voisine
- Pommelien Thijs : Miranda
- Emma Verlinden (nl) : Nola
- Pepijn Caudron (en) : Rudolf, informaticien
- Herwig Ilegems (nl) : Arnolds
- Kurt Vandendriessche (en) : Un agent
- Hans Van Cauwenberghe (nl) : Le docteur
- Nicoline Hummel (nl) : Une infirmière
- Spencer Bogaert : Frikke
- Felix Maesschalck : Marko, ami de Frikke
- Oona Abbeel : Isa
- Jan de Bruyne : Le vétérinaire
- Geert Vandyck : Le professeur
- Kasper Vandenberghe : Un agent
- Thomas Janssens : Le livreur de pizzas
- Céline Timmerman : Une infirmière
- Olivier De Meyer : Le père de Marko
- Rita van Wesemael : La cliente du magasin photo
- Koen Verlinden : Le père de Nola
- Debora Herbots : La mère de Nola
- Dirk De Strooper : Le marionnettiste : Monsieur chapeau
- Boran : Pikkels, chien de Frikke

## Production

### Lieux de tournage
Le film a été tourné en Belgique.

## Distinctions

### Récompenses
- 2014 : Festival du film d'Ostende : Meilleur espoir pour Spencer Bogaert.
- 2014 : Festival international du film de São Paulo : Meilleur film étranger pour Douglas Boswell.
- 2015 : Chicago International Children's Film Festival (en)
- 2015 : Festival du film de Giffoni : Griffon d'or.

### Nominations
- 2014 : Festival du film d'Ostende : Meilleur Production Design pour Kurt Rigolle.
- 2015 : Chicago International Children's Film Festival (en)
- 2015 : 5e cérémonie des Magritte du cinéma : Meilleur film flamand.